# Пустовиты (Киевская область)
Пустови́ты (укр. Пустові́ти, первоначально Пустовойты) — село, входит в Мироновский район Киевской области Украины.
Население по переписи 2001 года составляло 1177 человек. Почтовый индекс — 08840. Телефонный код — 4574. Занимает площадь 65,8 км². Код КОАТУУ — 3222986301.

## История
Село Пустовойты было волостным центром Пустовойтовской волости Каневского уезда Киевской губернии. 
Церковь во имя Иоанна Богослова была заложена в 1745 году, как видно из визиты Богуславского деканата 1746 года. Первым священником при ней был Петр Мужаловский, а потом его сын Кирилл до конца истекшего столетия. В 1862 году заложена, старанием священника Меляницкого новая деревянная церковь [2]. 
Священнослужители Богословной церкви:
- 1802 - священник Кирилл Петрович Можаловский

## Местный совет
08840, Київська обл., Миронівський р-н, с.Пустовіти, вул.Леніна,26